# Antoine Charles du Houx de Vioménil
Pour son frère, voir Charles du Houx de Vioménil.
Antoine Charles du Houx de Vioménil, né en novembre 1728 à Fauconcourt (Vosges) et mort à Paris en 9 novembre 1792, est un militaire et administrateur colonial français.

## Biographie

### Origines et famille
Antoine Charles du Houx de Vioménil est né en 1728 à Fauconcourt en Lorraine, d'une ancienne famille de cette province consacrée à la carrière des armes. Son frère Charles sera Maréchal de France.

### Carrière militaire
Il est nommé lieutenant au régiment de Limousin, dont son père, capitaine, commandait un bataillon, dès l'âge de quinze ans, et capitaine quatre ans après. C'est en cette qualité qu'il fait, sous les yeux de son père, la guerre de Flandre, où il reçoit une blessure au siège de Bergen-op-Zoom, en 1747. Nommé colonel des volontaires du Dauphiné, en 1759, il se distingua dans les campagnes de Hanovre, où il commanda les troupes légères du corps d'armée qui était sous les ordres du prince de Condé. Devenu brigadier, puis colonel de la légion de Hainaut, il passa en Corse, à la tête de ce corps, et y fit les campagnes de 1768 et de 1769 (voir notamment les Mémoires de Dumouriez), sous le marquis de Chauvelin et le maréchal de Vaux ; ce qui lui vaut un brevet de maréchal de camp et d'être fait commandeur de Saint-Louis. En 1770, il part pour la Pologne avec quelques officiers français et de l'argent, afin d'y soutenir le parti de la confédération contre les armées russes.
Il dirigea d'abord dans cette contrée quelques opérations importantes, notamment la prise du château de Cracovie; mais bientôt, pressés de toutes parts par les armées des trois grandes puissances, les confédérés furent obligés de se soumettre ; et les Français qui avaient marché à leur secours revinrent dans leur patrie.
Le baron de Vioménil passe, en 1780, dans l'Amérique septentrionale, pour y commander en second, sous les ordres de Rochambeau. Le baron peut s'appuyer sur son réseau familial et lorrain en prenant avec lui dans son état-major son fils, ainsi que des officiers ayant servi sous ses ordres en Pologne comme le baron d'Angély et Brentano, les d'Ollone et le fils de Pange. Il est chargé de commander l'expédition terrestre à Porthsmouth dans la baie de la Chesapeake pour rallier les forces de La Fayette contre Arnold. La Royal Navy bloque l'accès à la flotte de Destouches qui est contrainte de livrer la bataille navale du Cap Henry le 16 mars 1781. Le baron et ses forces terrestres embarquées se distinguent en montrant l'exemplarité et le courage pour soutenir le feu des navires anglais et leur infliger de lourds dégâts. Le baron de Vioménil devient alors le chef charismatique de l'armée. Il se distingue en plusieurs occasions dans cette guerre comme dans la marche vers le Sud, et surtout à la prise de Yorktown. Il est le planificateur et l'organisateur de l'assaut sur les redoutes après une semaine de préparatifs. Il fut nommé, en 1781, lieutenant général ; en 1782, grand-croix de Saint-Louis et, à son retour en France, après la conclusion de la paix, gouverneur de La Rochelle.

## La Révolution
Employé dans le mois de juillet 1789 à l'armée que l'on réunit auprès de Paris, sous les ordres du maréchal de Broglie, il montra un grand zèle pour le service du roi, et fut toujours pour les mesures énergiques qui pouvaient sauver la monarchie. En 1791, il devait accompagner Louis XVI dans le voyage de Varennes mais l'insistance de Louise-Elisabeth de Croÿ de Tourzel pour tenir sa place auprès de la famille royale mit un obstacle au départ. Ce général paraissait s'attacher de plus en plus à la personne de Louis XVI, à mesure qu'il voyait ses dangers s'augmenter. Il ne le quitte pas dans les derniers temps, et est grièvement blessé en le défendant lors de l'attaque des Tuileries par la populace dans la journée du 10 août 1792. Accueilli d'abord et soigné chez l'ambassadeur de Venise, qui occupait une maison voisine, il est bientôt réduit à chercher un autre asile et est discrètement mené par François de Pange chez la comtesse de Sérilly, rue des Capucines. Il mourut le 9 novembre de la même année, des suites de sa blessure.
On a imprimé, à Paris : Lettres particulières du baron de Vioménil sur les affaires de Pologne, en 1771 et 1772. On trouve dans ce volume in-8°, qui forme une espèce de supplément à l'ouvrage de Claude Carloman de Rulhière, des détails curieux sur une époque que l'historien de la Pologne n'a pas traitée.